# Liste des canaux de Belgique
La liste des canaux de Belgique répertorie les voies navigables artificielles (c'est-à-dire dotées d'écluses) du royaume de Belgique.
Dans l'ordre alphabétique, on trouve les canaux suivants :
- Canal ABC reliant Anvers (sur l'Escaut), Bruxelles et Charleroi (sur la Sambre) ;
- Canal Albert
- Canal Baudouin
- Canal de Bergues, partie belge du canal de la Colme, qui reliait Watten (France), Bergues (France), Hondschoote (France) et Furnes (Flandre occidentale) ;
- Canal vers Beverlo
- Canal Blaton-Ath
- Canal Bocholt-Herentals
- Canal Bossuit-Courtrai
- Canal Briegden-Neerharen
- Canal Bruxelles-Charleroi, un des tronçons du canal ABC reliant ces deux villes ;
- Canal du Centre (Belgique)
- Canal de Damme
- Canal Dessel-Kwaadmechelen
- Canal Dessel-Turnhout-Schoten
- Canal d'Eeklo
- Canal de l'Escaut au Rhin
- Canal de l'Espierres
- Canal de Furnes : voir Canal Nieuport-Dunkerque ;
- Canal Périphérique de Gand
- Canal Gand-Ostende
- Canal Gand-Terneuzen
- Canal de Lissewege
- Canal de Lo
- Canal Louvain Dyle
- Canal Léopold
- Canal de Moer
- Canal Mons-Condé
- Canal de la Nèthe
- Canal Nieuport-Dunkerque, appelé canal de Furnes en France, reliant Nieuport à Furnes, La Panne (lieudit Adinkerque) et Dunkerque (France) ;
- Canal Nimy-Blaton-Péronnes
- Canal de Meuse et Moselle
- Canal de l'Ourthe
- Canal Plassendale-Nieuport
- Canal Pommerœul-Antoing
- Canal Roulers-Lys
- Canal de la Sambre
- Canal de Sas
- Canal de Schipdonk
- Ketelvest
- Lieve
- Yperlée
- Zuid-Willemsvaart